# Russula graveolens
Russula graveolens é um fungo que pertence ao gênero de cogumelos Russula na ordem Russulales. Foi descrito cientificamente por Romell em 1893.